# Mistrovství Evropy ve vodním pólu 2016
Mistrovství Evropy ve vodním pólu za rok 2016 proběhlo v Bělehradě, Srbsko ve dnech 10. až 23. ledna 2016.

## Česká stopa
Mužská a ženská reprezentace se na letošní mistrovství Evropy nekvalifikovala.

## Medailisté
| Muži | Zlato | Stříbro | Bronz |
| ---- | --- | --- | --- |
| Tým  | Srbsko (SRB) (Gojko Pijetlović, Dušan Mandić, Živko Gocić, Sava Ranđelović, Miloš Ćuk, Duško Pijetlović, Slobodan Nikić, Milan Aleksić, Nikola Jakšić, Filip Filipović, Andrija Prlainović, Stefan Mitrović, Branislav Mitrović, ??? (n), ??? (n))                     | Černá Hora (MNE) (Dejan Lazović, Draško Brguljan, Vjekoslav Pasković, Antonio Petrović, Darko Brguljan, Aleksandar Radović, Mlađan Janović, Nikola Janović, Aleksandar Ivović, Saša Mišić, Nikola Vukčević, Predrag Jokić, Miloš Šćepanović, ??? (n), ??? (n))                                      | Maďarsko (HUN) (Viktor Nagy, Miklós Gór-Nagy, Bence Bátori, Balázs Erdélyi, Márton Vámos, Norbert Hosnyánszky, Ádám Decker, Krisztián Manhercz, Dániel Varga, Dénes Varga, Gábor Kis, Balázs Hárai, Dávid Bisztritsányi, ??? (n), ??? (n))                                                   |
| Ženy | Zlato | Stříbro | Bronz |
| Tým  | Maďarsko (HUN) (Edina Ganglová, Dóra Czigányová, Dóra Antalová, Hanna Kistelekiová, Gabriella Szűcsová, Orsolya Takácsová, Anna Illésová, Rita Keszthelyiová, Ildikó Tóthová, Barbara Bujkaová, Dóra Csabaiová, Krisztina Gardaová, Orsolya Kasóová, ??? (n), ??? (n)) | Nizozemsko (NED) (Laura Aartsová, Yasemin Smitová, Dagmar Geneeová, Sabrina van der Slootová, Amarens Geneeová, Nomi Stomphorstová, Marloes Nijhuisová, Vivian Sevenichová, Maud Megensová, Isabella van Toornová, Lieke Klaassenová, Leonie van der Molenová, Debby Willemszová, ??? (n), ??? (n)) | Itálie (ITA) (Giulia Gorlerová, Chiara Tabaniová, Arianna Garibottiová, Elisa Queirolová, Federica Radicchiová, Rosaria Aiellová, Tania Di Mariová, Roberta Bianconiová, Giulia Emmolová, Francesca Pomeriová, Aleksandra Cottiová, Teresa Frassinettiová, Laura Teaniová, ??? (n), ??? (n)) |

pozn. Dva hráči ze sestav byli nehrajícími náhradníky tj. náhradníci na tribuně, nebo necestujující náhradníci připraveni na telefonu dorazit v případě zranění.